# Eubazus bicolor
Eubazus bicolor är en stekelart som först beskrevs av Szepligeti 1900.  Eubazus bicolor ingår i släktet Eubazus och familjen bracksteklar. Inga underarter finns listade i Catalogue of Life.